# Suzanne Svensson
Suzanne Svensson (1958) é uma política sueca. Ela serviu como membro do Riksdag de 4 de outubro de 2010 a 24 de setembro de 2018, representando o círculo eleitoral do Condado de Blekinge.